# Drosera adelae
Drosera adelae är en sileshårsväxtart som beskrevs av Ferdinand von Mueller. Drosera adelae ingår i släktet sileshår, och familjen sileshårsväxter.
Artens utbredningsområde är:
- Coral Sea Islands.
- Queensland.

Inga underarter finns listade i Catalogue of Life.

## Bildgalleri

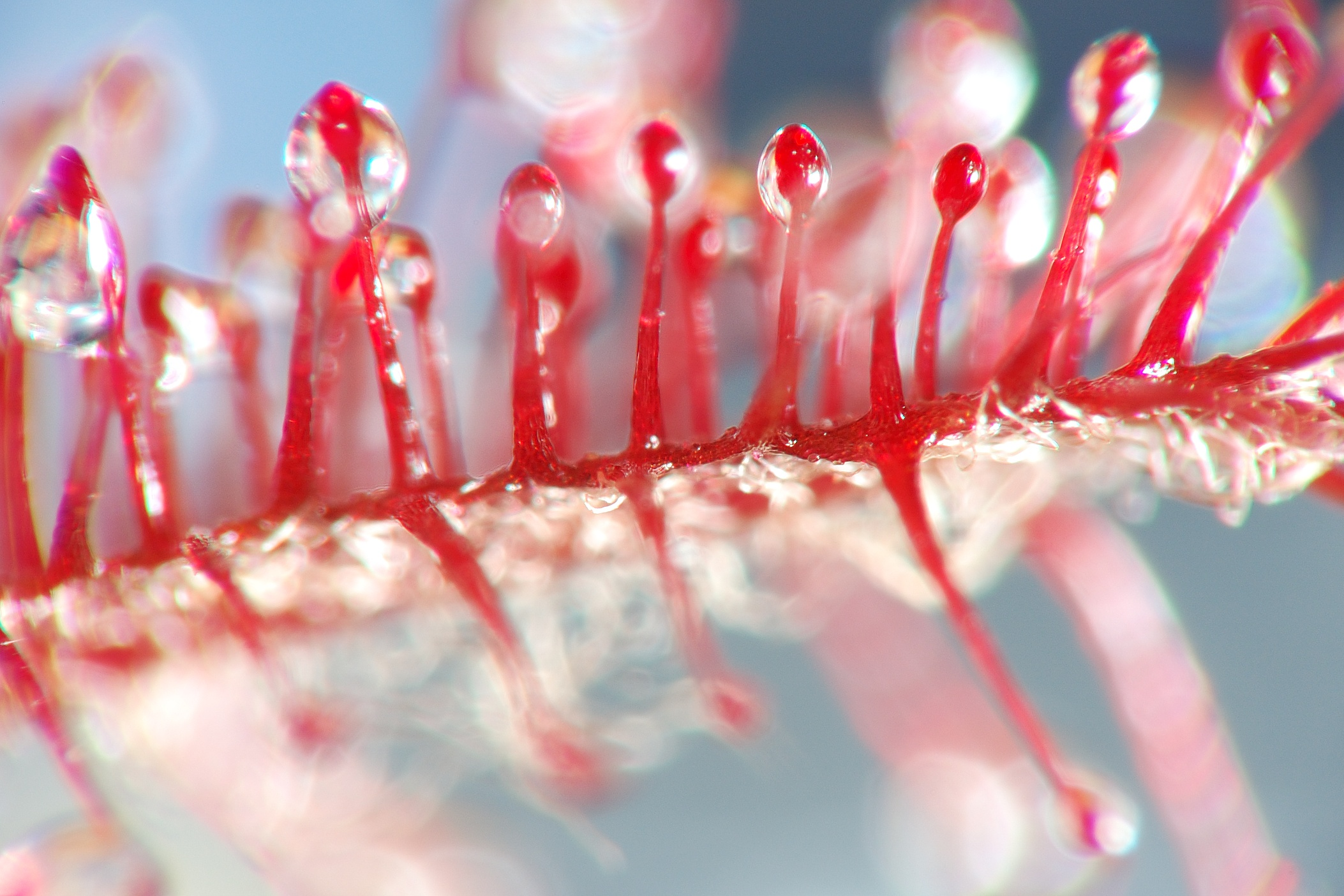
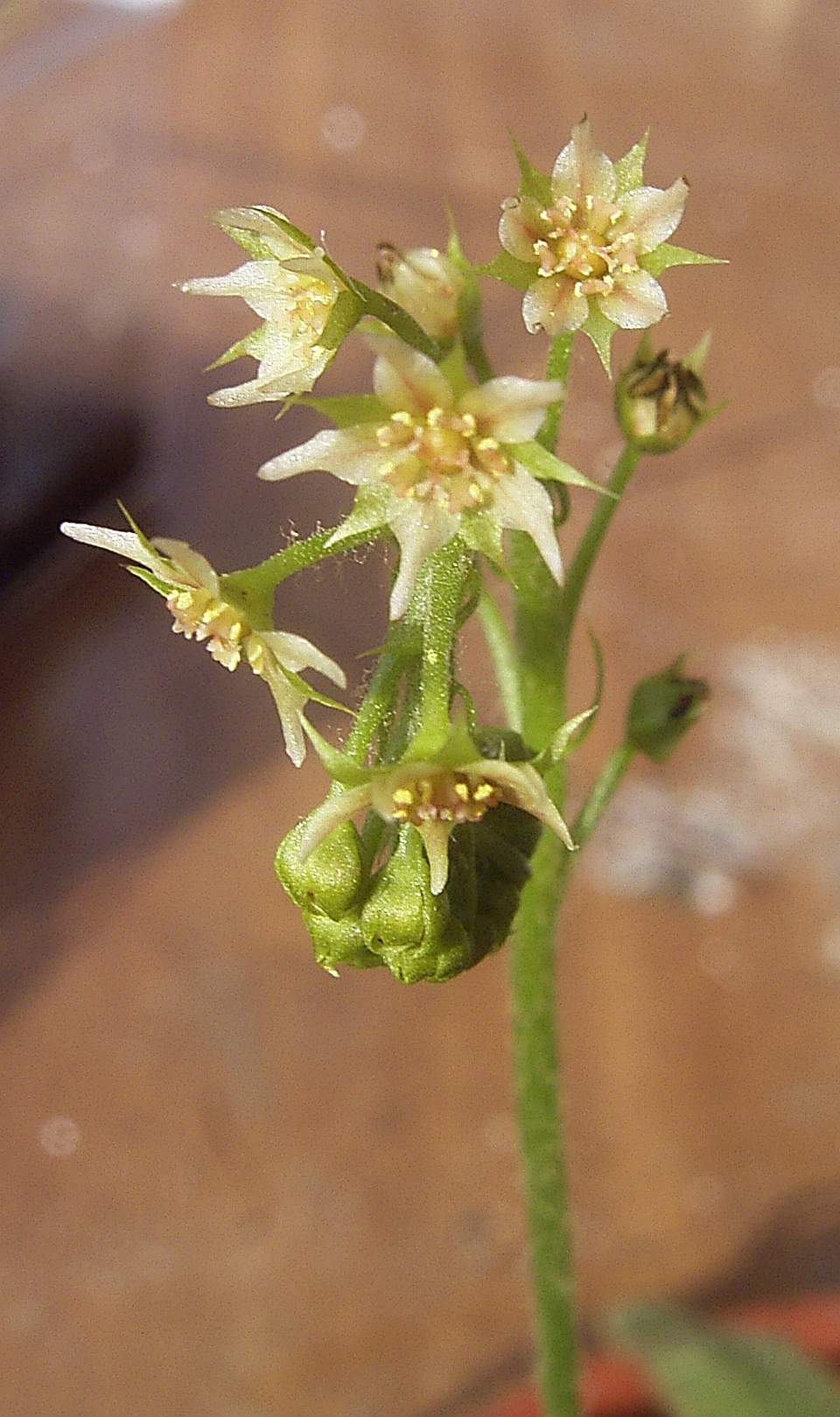
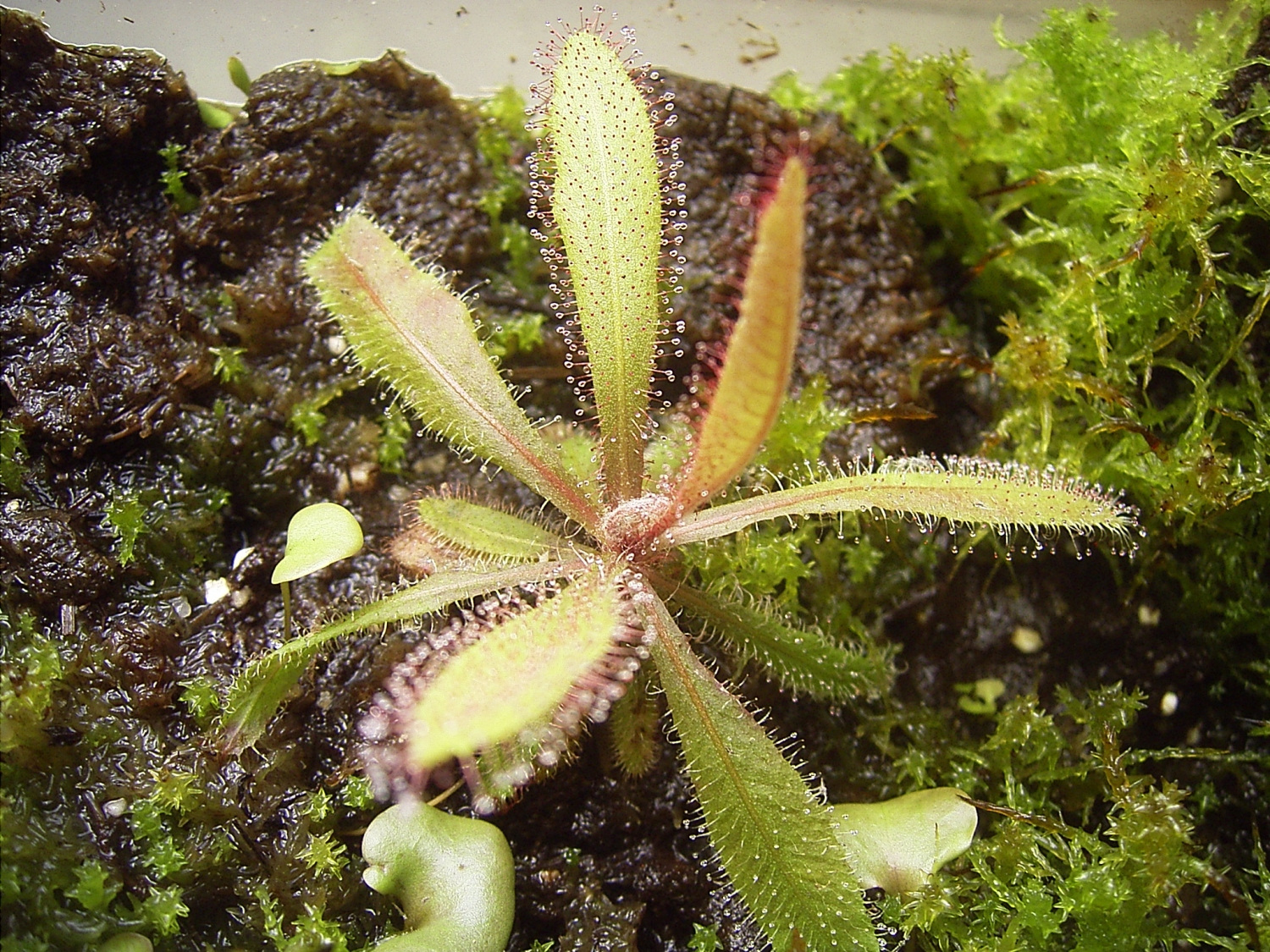
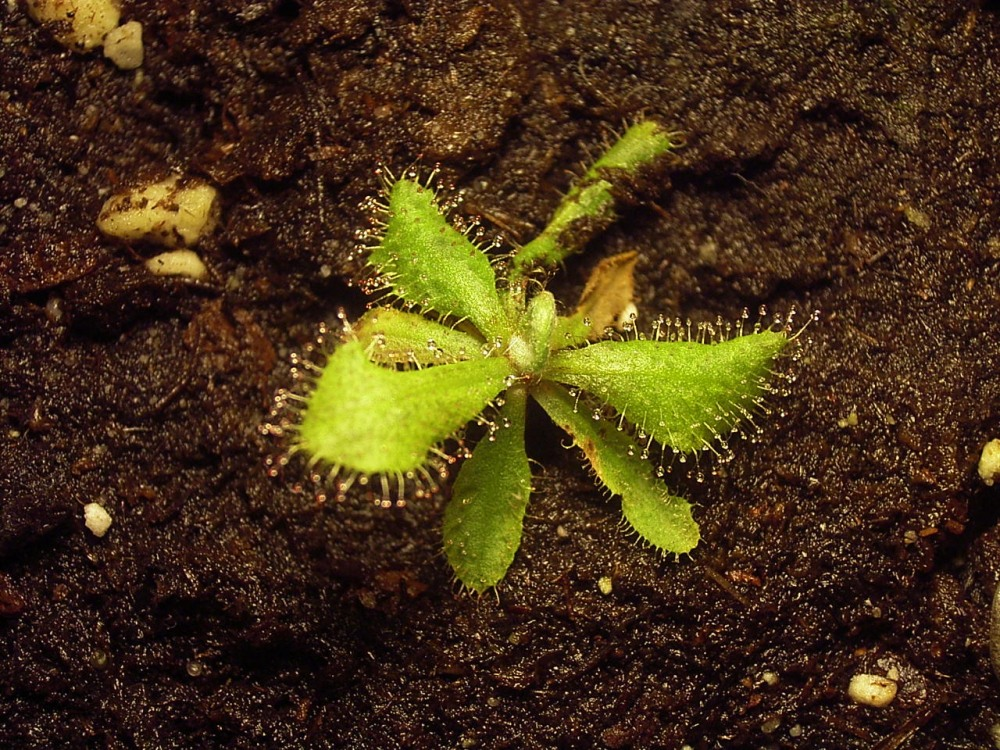
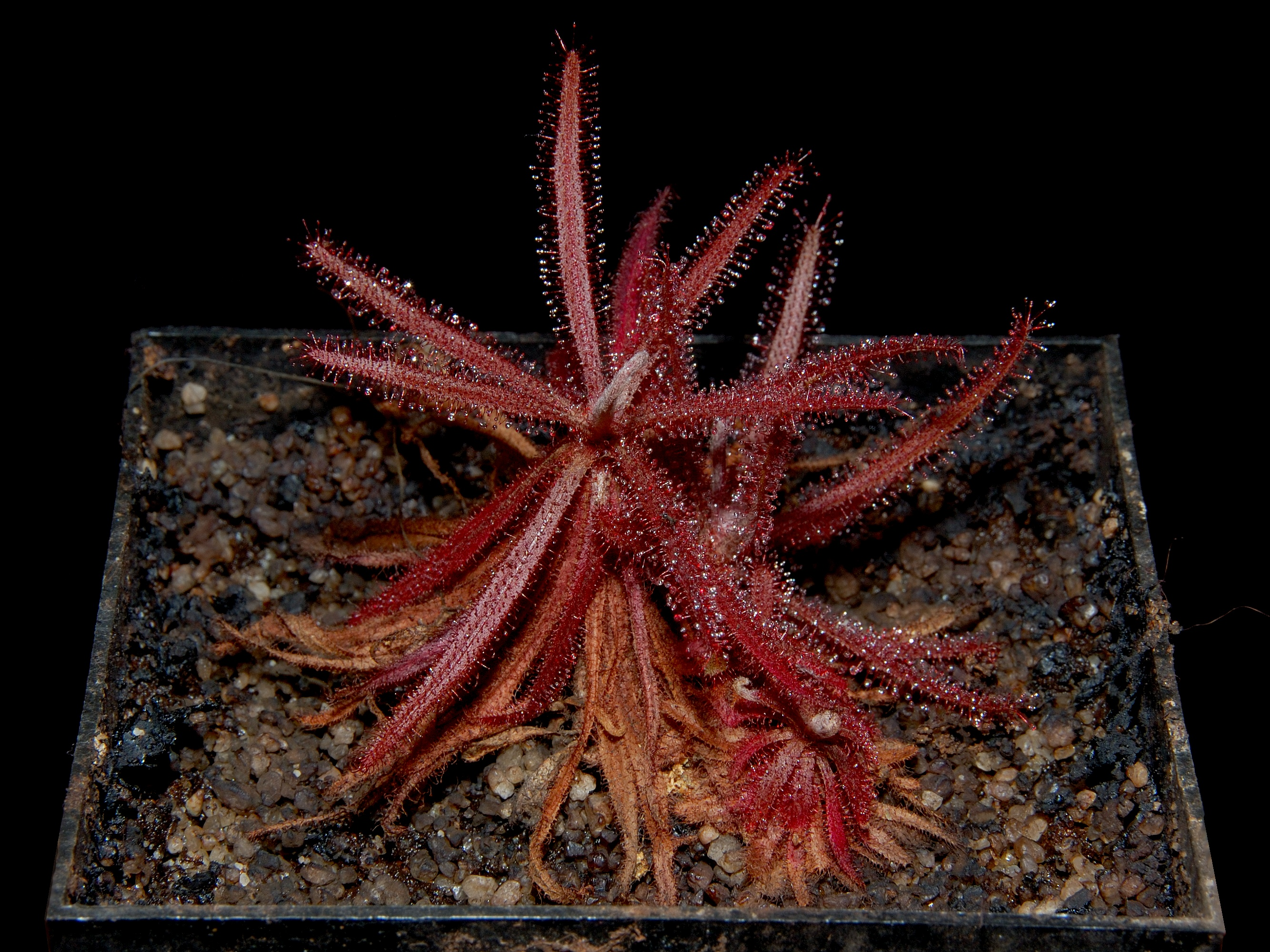